# Adam Jerzy Czartoryski
Pour les autres membres de la famille, voir Famille Czartoryski.
Le prince Adam Jerzy Czartoryski (armoiries Pogoń Litewska), né le 14 janvier 1770 à Varsovie et mort le 15 juillet 1861 à Montfermeil (actuelle Seine-Saint-Denis), est un aristocrate et homme d'État polonais, un des plus importants au cours du XIXe siècle, dans une période difficile de l'histoire de la Pologne.
Après la disparition de l'État polonais en 1795, il est envoyé à la cour impériale de Russie où il devient l'ami du tsarévitch puis tsar Alexandre, et son ministre des Affaires étrangères de 1804 à 1806. Il reste loyal envers le tsar lorsque, en 1807, un État polonais est rétabli par Napoléon, le duché de Varsovie. Après la chute de l'empereur, il joue un rôle important pendant le congrès de Vienne qui, en particulier, fait du duché de Varsovie un nouveau royaume de Pologne attribué à Alexandre.
Durant cette période, il est également curateur de l'université de Wilno (de 1803 à 1824), dirigeant le système éducatif polonais dans les territoires annexés par la Russie lors des partages de la Pologne.
Mis cependant à l'écart des postes importants du royaume de Pologne, il se retire de la vie publique de 1823 à 1830, mais revient aux affaires dès le début de l'insurrection de Novembre : président du Gouvernement provisoire en décembre 1830, il est mis à la tête du Gouvernement national en janvier 1831. La défaite de l'insurrection en septembre le contraint à un exil qu'il passera pour l'essentiel en France.
Pendant 30 ans, sa résidence à Paris (l'hôtel Lambert à partir de 1843) sera le principal foyer culturel des réfugiés politiques polonais et le centre d'une intense activité diplomatique pour soutenir la cause de l'indépendance polonaise.

## Biographie

### Origines familiales et formation
Adam Jerzy Czartoryski est le fils ainé du prince Adam Kazimierz Czartoryski et d'Izabela Czartoryska, fille d'un autre aristocrate de Lituanie, le général Georg von Flemming. Il a un frère, Constantin, et deux sœurs, Maria et Zofia.
Le bruit courait qu'Adam était le fruit des amours de sa mère avec l'ambassadeur de Catherine II, le prince Nicolas Repnine. Cette rumeur poursuivra le prince tout au long de sa vie. Malgré tout, ses relations avec son père sont très bonnes et Repnine est un ami de la famille.
Le jeune prince reçoit une éducation très soignée, dispensée par d'éminents pédagogues, français pour la plupart[réf. nécessaire].
Il effectue plusieurs voyages en Europe. En 1786, il visite Cracovie, puis la Bohême et l'Allemagne. À Gotha, le prince entend Goethe lui-même faire la lecture de sa pièce Iphigénie en Tauride. Il fait la connaissance du philosophe Johann Gottfried von Herder et du poète Christoph Martin Wieland.
En 1789, lors d'un voyage en Angleterre avec sa mère, il assiste au procès du gouverneur-général des Indes britanniques, lord Hastings. Lors de sa seconde visite en 1793, il se lie avec un grand nombre d'aristocrates britanniques.

### La guerre russo-polonaise de 1792 et l'insurrection de Kosciuszko(1794)
Le prince Czartoryski combat dans l'armée polonaise pendant la guerre russo-polonaise de 1792, menée pour la défense de la constitution du 3 mai 1791. La défaite polonaise entraîne le deuxième partage de la Pologne en 1793. Une nouvelle tentative en 1794, l'insurrection de Kościuszko, est un échec qui amène le troisième partage et la fin de l'État polonais. Adam Czartoryski est rentré de Grande-Bretagne à ce moment pour prendre part à l'insurrection.
En représailles à la participation des Czartoryski à l'insurrection, Catherine II confisque les domaines des Czartoryski situées dans les territoires annexés par la Russie, soit les 3/4 de leur fortune.
Repnine conseille alors aux Czartoryski d'envoyer leurs deux fils à Saint-Pétersbourg afin d'obtenir la levée de la séquestration.

### Parcours en Russie

#### À la cour impériale
Suivant le conseil de Repnine, Adam et son frère cadet sont envoyés à la cour de Saint-Pétersbourg.
Une grande communauté polonaise vit alors dans la capitale de la Russie : des nobles qui, comme la famille Czartoryski, essayent de récupérer leurs biens, et d'autres qui espèrent faire carrière. Le jeune prince évite cependant tout contact avec ses compatriotes. Fort de la protection du ministre Repnine, il fréquente les salons russes.
Il prend même du service dans l'armée comme officier de cavalerie alors que son frère intègre la Garde impériale. C'est alors qu'il se lie d'amitié avec le grand duc Alexandre, petit-fils de l'impératrice Catherine II, et futur tsar. Sans aucun doute, les jeunes princes ne se considèrent pas comme des otages, bien qu'ils sachent que de nombreux patriotes polonais, dont Tadeusz Kościuszko, sont incarcérés dans les prisons de Saint-Pétersbourg.
Pour la tsarine, leur présence à sa cour est un symbole précieux et un atout politique dans ses relations avec la Prusse et l'Autriche. L'importance et l'autorité de la famille Czartoryski lui permettent d'espérer le renforcement du parti russophile parmi les Polonais. Favorablement impressionnée, elle restitue une partie des biens de leur famille en 1796.
Après l'accession au trône de Paul Ier en 1796, Adam Czartoryski est nommé aide de camp d'Alexandre et est autorisé à se rendre dans ses domaines pour une durée de trois mois.
À partir de l'automne 1797, la position du prince s'améliore encore. Il devient particulièrement proche des comtes Pavel Stroganov et Nikolaï Novosiltsev. Ensemble, ils forment un « triumvirat » d'amis d'Alexandre.
En août 1798, il subit cependant un revers. Le tsar lui refuse un congé et exprime des doutes sur ses opinions politiques. On l'accuse d'avoir créé un cercle de « libre-pensée » et d'exercer une mauvaise influence sur l'héritier du trône.
Le motif de sa mise à l'écart définitive est la naissance de la princesse Élisabeth Alexandrovna, fille d'Alexandre dont Czartoryski est soupçonné d'être le père biologique.

#### Ambassadeur près leroi de Sardaigne(1798-1801)
Le tsar lui ordonne de quitter immédiatement Saint-Pétersbourg.
En décembre 1798, il est nommé ambassadeur à la cour de Charles-Emmanuel IV de Sardaigne, dont les possessions continentales (Savoie, Piémont, comté de Nice) viennent d'être occupées par l'armée française. La cour de Savoie réside alors à Parme, puis à Florence, puis est contrainte de partir en Sardaigne, à Cagliari.
Le prince Czartoryski a beaucoup de temps devant lui, qu'il consacre notamment à des visites chez les antiquaires. Il fait expédier en Pologne La Dame à l'hermine de Léonard de Vinci, un Portrait d'homme dû à Raphaël et nombre d'antiquités romaines qui enrichissent les collections du Musée Czartoryski, créé en 1796 à Cracovie.
Au printemps 1801, Alexandre, devenu tsar après l'assassinat de Paul Ier, rappelle son ami à Saint-Pétersbourg. Il lui confie des responsabilités au ministère des Affaires étrangères, ainsi que la charge de curateur de l'université de Wilno (actuelle Vilnius ; en russe : Vilna).

#### Curateur de l'université de Wilno (1803-1823)
En 1803, Alexandre fait de l'ancien collège jésuite de Wilno, fondé en 1578 et laïcisé en 1773, une université impériale dont il nomme Adam Czartoryski curateur.
Cette université a le même statut que les cinq autres de l’Empire russe (Saint-Pétersbourg, Moscou, Kharkov, Dorpat, Kazan). Sous la tutelle de son curateur, l’université de Wilno assume la mission de la Commission de l’éducation nationale et dirige à ce titre tous les établissements d'enseignement des gouvernements lituaniens et ruthéniens de Wilno, Grodno, Minsk, Moguilev, Vitebsk, Kiev, de Volhynie et de Podolie, c'est-à-dire l'ensemble de l'ancien grand-duché de Lituanie, un territoire peuplé de près de neuf millions d’habitants. L’influence de l’université est alors considérable. Elle devient le centre directeur de l'enseignement, des éditions et de la presse.
Sous la direction éclairée du prince, l'université de Wilno connait un développement considérable. Elle est alors la plus fréquentée de toute l'Europe centre-orientale[réf. nécessaire] et de l’Empire russe, avec 950 étudiants en 1824 et 1300 en 1830. Bien que le corps enseignant y soit cosmopolite, c'est la langue polonaise et l'esprit des Lumières qui y dominent. Des tentatives d'enseignement du lituanien et du yiddish n'aboutissent pas[réf. nécessaire]. Les cours, parfois donnés en français, allemand, anglais, italien ou latin, ne laissent rien ignorer des courants les plus neufs de l'époque. Le souci de la formation scientifique est tel que les mathématiques, la physique et la chimie deviennent obligatoires pour tous les étudiants.
En 1823, Czartoryski sera remplacé par Nikolaï Novossiltsev, vite surnommé l'« Hérode de Lituanie » en raison de la brutalité de ses interrogatoires des étudiants lors de l'affaire des Philomathes.

#### Ministre des Affaires étrangères (1804-1806)
Le 20 septembre 1802, il est nommé vice-ministre des Affaires étrangères de Russie et devient ministre en février 1804.
Sa politique consiste à consolider la position de la Russie dans les Balkans et en Géorgie et à organiser une troisième coalition contre Napoléon. Il proteste énergiquement contre l'exécution du duc d'Enghien et est partisan d'une rupture immédiate avec le gouvernement français « révolutionnaire » du Premier consul Bonaparte. L'ambassadeur français, le comte Gabriel de Hédouville, quitte donc Saint-Pétersbourg le 7 juin 1804.
Le 11 juin, une note avec instructions est envoyée à l'ambassadeur de Russie à Londres. Par la convention du 6 novembre 1804, la Russie accepte de fournir 115 000 hommes et l'Autriche 235 000 hommes afin de combattre Napoléon. En avril 1805, le prince signe une alliance offensive et défensive avec le Royaume-Uni.
Il accompagne alors Alexandre à Berlin puis à Olomouc. Le prince considère cette visite visant à un rapprochement avec Berlin comme une erreur fondamentale, car il se méfie de la Prusse (qui est en paix avec la France depuis 1795 et ne participera pas à la troisième coalition). Rêvant de restaurer la Pologne sous le sceptre du tsar, il lui propose d’imposer à la Prusse un droit de passage pour les troupes russes se rendant en Bohême pour y affronter Napoléon et, en cas de refus, de s’emparer des territoires polonais annexés par la Prusse. La poignée de main entre le tsar Alexandre et le roi de Prusse Frédéric-Guillaume III sur la tombe du Grand Frédéric à Potsdam montre combien il se fait des illusions. Et la victoire de Napoléon sur l'Autriche et la Russie à Austerlitz (2 décembre 1805) met fin à toute perspective d'évolution dans l'immédiat.
Czartoryski démissionne le 20 juin 1806.
Une quatrième coalition est formée le 1er octobre 1806 entre la Grande-Bretagne, la Russie et la Prusse (l'Autriche restant neutre).
La Grande Armée l'emporte à Iéna et Auerstadt et peut défiler à Berlin, puis s'installer à Varsovie (18 décembre 1806), où les Polonais sont appelés à s'engager dans la Grande Armée, aux côtés de leurs compatriotes des Légions polonaises. En 1807, l'armée russe est vaincue à Eylau, puis à Friedland. En juillet, les traités de Tilsit permettent le rétablissement d'un Etat polonais au détriment de la Prusse, le duché de Varsovie.

#### La période du duché de Varsovie (1807-1815)
En 1809, après la guerre de la cinquième coalition, l'Autriche vaincue à Wagram cède à son tour des territoires au duché).
Vers cette époque, le tsar resserre à nouveau ses liens avec Czartoryski, en faisant valoir l'importance de la cause polonaise pour lui. Il veut encourager le prince à la construction d'un parti pro-russe parmi les Polonais et rallier le duché à la Russie.
Mais à partir de 1810, les relations se tendent entre Napoléon et le tsar ; en 1811, Napoléon envisage la perspective de la guerre contre la Russie. Au début de 1812, le duché devient la base de départ d'une grande offensive.
Lorsque débute la campagne de Russie, la Diète de Varsovie réunie le 27 juin 1812 s’érige, selon l'usage de la république des Deux Nations, en « confédération ». C'est le père du prince, Adam Kazimierz Czartoryski, qui est porté à la présidence de cette confédération. Son fils se sent obligé de démissionner pour suivre l’élan général de sa patrie, mais Alexandre lui oppose un refus. Le prince fait donc ce qui est « strictement dicté par son honneur ». Il est trop lié au tsar pour pouvoir se mettre au service de Napoléon. Marginalisé et critiqué, il se met en retrait de la vie politique et part pour Vienne, se mettant ainsi en porte-à-faux avec les deux camps.
Après l'échec de Napoléon à Moscou et la désastreuse retraite de Russie, l'armée russe occupe le duché de Varsovie au début de 1813. Peu de temps avant la signature de l'alliance russo-prussienne du 20 février 1813, Czartoryski rejoint Alexandre à Kalisz et reprend sa place à ses côtés. Il fait partie de la suite de l'empereur lors de son entrée à Paris à la tête de ses troupes en 1814. Il est conscient de l'importance de ce moment pour l'avenir des terres polonaises et décide de l'utiliser, bien qu'il ne soit plus aussi sûr de sa position aux côtés d'Alexandre. Il dira ensuite que « le rôle du courtisan malheureux est le plus misérable dans le monde ».

### Carrière dans le royaume de Pologne

#### La création du nouveau royaume de Pologne
La présence d'Adam Czartoryski au congrès de Vienne représente aux yeux de ses compatriotes un grand espoir pour la cause polonaise.
Il persuade le tsar de créer à partir des territoires polonais annexés par la Russie et de celui du duché de Varsovie un État polonais uni par une union personnelle avec l'Empire russe.
Les négociations du congrès de Vienne aboutissent effectivement à attribuer le duché de Varsovie à Alexandre, désigné comme « roi de Pologne ». Mais il ne cède à ce royaume aucun des territoires annexés.
En mai 1815, le Conseil provisoire du duché de Varsovie, en place depuis mars 1813, devient le Gouvernement provisoire du royaume de Pologne, présidé par Vassili Lanskoï, avec le prince Czartoryski comme vice-président. Durant cette période, il s'occupe notamment de mettre au point la constitution du royaume, qui sera promulguée le 27 novembre 1815 par Alexandre.
Le nouveau royaume de Pologne suscite le ralliement à Alexandre de nombre des officiers polonais de la Grande Armée, notamment le général Józef Zajączek.

#### La période constitutionnelle (1815-1830)
En décembre 1815, tout le monde s'attend à la nomination d'Adam Czartoryski au poste de vice-roi du royaume de Pologne, mais c'est Józef Zajączek qui est nommé. Les raisons exactes de ce choix restent inconnues (mais dans l'ensemble, il semble que le tsar ait favorisé les gens qui avaient soutenu Napoléon plutôt que ses propres soutiens).
Pour masquer la disgrâce qu'il lui inflige, le tsar confère au prince la dignité de président du Sénat polonais (« sénateur-voïvode »).

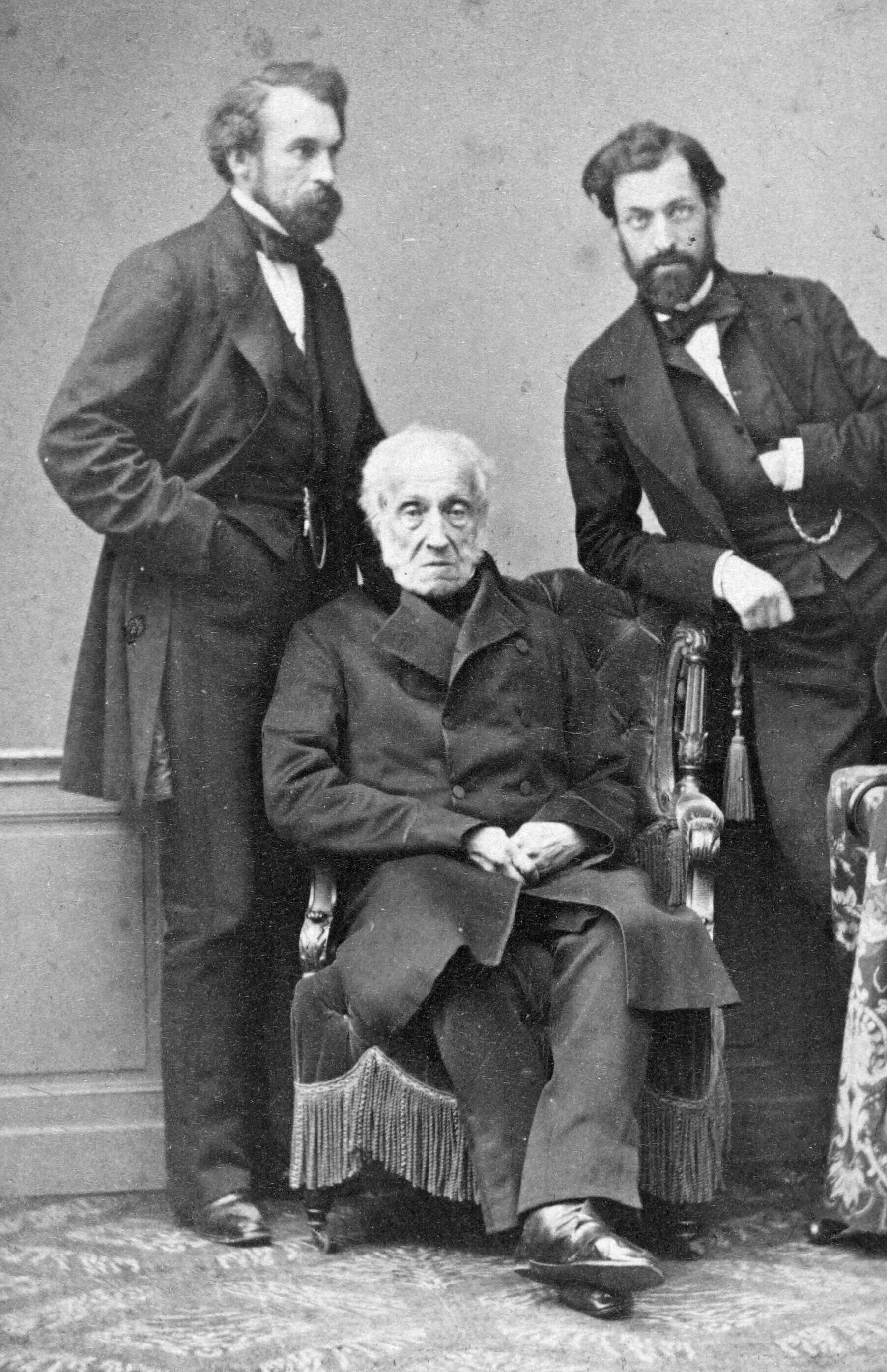
Le prince Czartoryski et ses fils Witold et Władysław

L'année 1816 est marquée par des événements privés : le prince Czartoryski se bat en duel contre son ami le comte Ludwik Michał Pac et est blessé. Ce duel a pour cause la rivalité des deux hommes à propos de la princesse Anna Sapieha, qui épouse finalement le prince. Le mariage a lieu le 25 septembre 1817. De cette union naitront quatre enfants : Witold, Léon (mort à l'âge de 2 ans), Ladislas et Isabelle.
Au décès de son père en 1823, le prince Czartoryski se retire dans le domaine familial de Puławy.
C'est aussi l'époque où il perd la fonction de curateur de l'université de Wilno, en relation avec le grand procès des Philomathes en 1824. Il y est remplacé par son ancien ami Nikolaï Novosiltsev, qui a dirigé avec acharnement l'instruction contre les accusés.

#### L'insurrection de 1830-1831
Après la mort d'Alexandre Ier en 1825, son frère et successeur, Nicolas Ier, cherche à restreindre encore davantage les libertés des Polonais. Une insurrection déclenchée à Varsovie le 29 novembre 1830 par un groupe d'élèves-officiers, prend le contrôle de la ville.
Adam Czartoryski, qui n'a aucune allégeance vis-à-vis du nouveau tsar, revient alors aux affaires dans le camp des insurgés : le 3 décembre, il devient président du Gouvernement provisoire du royaume de Pologne ; il convoque la Diète, qui va choisir le général Jozef Chlopicki comme « dictateur » (chef du gouvernement et commandant en chef de l'armée), Czartoryski devenant président du Conseil national suprême (consultatif) le 18 décembre 1830.
Le 18 janvier, Chlopicki, confronté au refus du tsar de toute négociation, démissionne ; le 25, la Diète destitue Nicolas du trône de Pologne. Le 30 janvier, Czartoryski est élu chef du Gouvernement national par 121 voix sur 138. Partisan des efforts diplomatiques auprès des chancelleries européennes, socialement conservateur, Czartoryski sous-estime cependant l'effort militaire et l'élan républicain des insurgés.
Le 4 février, l'armée russe lance l'offensive contre le royaume. L'armée polonaise l'emporte à Grochow (25 février), mais le commandant en chef, le général Skrzynecki, soutenu par Czartoryski, est vaincu le 25 mai à Ostrolenka. Début août, la situation militaire est grave : l'armée russe commandée par le général Paskevitch approche de Varsovie par l'ouest. Skrzynecki est relevé de son commandement le 9 août. Les 15 et 16 août, des émeutes révolutionnaires éclatent à Varsovie ; des traîtres (présumés) emprisonnés sont pendus, notamment deux généraux.
Le 16 août, Czartoryski donne sa démission et est remplacé par le général Krukowiecki, nouveau dictateur. Le prince rejoint le corps du général Ramorino dans le sud du pays. Après la chute de Varsovie (8 septembre), il se réfugie sous une fausse identité dans la ville libre de Cracovie, puis passe en Autriche, et de là, gagne la Grande-Bretagne.
Par la suite, il sera condamné à mort par le tribunal jugeant les responsables de l'insurrection, mais cette sentence sera commuée en bannissement.

### L'exil
Comme le prince, des milliers de Polonais quittent leur pays d'origine, principalement pour la France, dans ce qu'on appelle la Grande Émigration.

#### Paris (à partir de 1832)
Sur le plan politique, Adam Czartoryski est à la tête de la tendance conservatrice et aristocratique, qui est contestée par les républicains comme Joachim Lelewel ou Stanislas Worcell et par les démocrates. Son programme politique prévoit une amélioration progressive du sort des paysans en vue de leur adhésion à une future insurrection nationale.
Les principaux hommes politiques liés avec le prince sont Władysław Zamoyski, Stanisław Barzykowski, Józef Bem, Ludwik Bystrzonowski, Wojciech Chrzanowski, Michał Czajkowski, Henryk Dembiński, Julian Klaczko, Karol Kniaziewicz, Teodor Morawski, Julian Ursyn Niemcewicz, Narcyz Olizar, Ludwik Plater, Karol Sienkiewicz, Janusz Woronicz, Ludwik Zwierkowski.
Sur le plan culturel, Adam Czartoryski est à l'origine de la Société historique et littéraire, de la Société d'assistance scientifique, de la Bibliothèque polonaise de Paris. C'est une façon de résister à la fermeture des institutions culturelles polonaises dans le royaume de Pologne comme dans l'Empire russe (université de Varsovie, université de Wilno, Société des Amis des Sciences, etc.).

#### L'hôtel Lambert (à partir de 1843)
En 1843, il achète l'hôtel Lambert, situé sur l'île Saint-Louis, propriété qui restera dans la famille Czartoryski jusqu'au milieu du XXe siècle. Le parti de Czartoryski est souvent désigné ensuite par la périphrase « l'hôtel Lambert ».
L'hôtel devient un foyer de la cause polonaise en Europe. On y célèbre les anniversaires de dates importantes de l'histoire polonaise. C'est un centre culturel et social attirant d’illustres personnalités, parmi lesquelles Honoré de Balzac, Hector Berlioz, Leonard Chodźko, Frédéric Chopin, Michał Czajkowski, Eugène Delacroix, Casimir Delavigne, Albert Grzymała, Karol Kniaziewicz, Zygmunt Krasiński, Alphonse de Lamartine, Franz Liszt, Adam Mickiewicz, Charles de Montalembert, Julian Ursyn Niemcewicz, Ludwik Plater, George Sand, Dudley Stuart, Alexander Colonna Walewski, Władysław Zamoyski.

#### Actions diplomatiques dans l'intérêt de la Pologne
Le prince Czartoryski s'efforce de lier les intérêts de son pays à ceux des puissances hostiles à la Russie en espérant qu'une nouvelle guerre européenne rende son indépendance à la Pologne.
En février 1846, Czartoryski reconnait le gouvernement révolutionnaire démocratique établi à la suite d'une insurrection dans la ville libre de Cracovie, qui est sous la tutelle conjointe de l'Autriche, de la Prusse et de la Russie. Le gouvernement de Vienne riposte par le séquestre des biens de Czartoryski dans les provinces sous contrôle autrichien. Quand son domaine de Sienawa lui est ensuite restitué par l'Autriche, Czartoryski y abolit la corvée et donne des terres en propriété aux paysans.
Pendant la guerre d'Orient, Adam Czartoryski tente plusieurs fois d'unir la cause de la Pologne à celle de la Turquie et des puissances occidentales, mais ses efforts échouent comme ceux du parti démocratique, malgré les marques d'estime et de considération accordées à sa personne par divers gouvernements.
Il aide aussi à la fondation en Turquie en 1842 d'un village polonais du nom d'Adampol.
Le prince Czartoryski meurt à l'âge de 90 ans, le 15 juillet 1861, dans sa résidence d'été de Montfermeil.

## Œuvres
- Essai sur la diplomatie, Paris et Marseille, 1830
- La correspondance d'Alexandre Ier de Czartoryski et des conversations 1801-1823, Paris, 1863
- Mémoires et correspondances avec Alexandre Ier, Paris, 1887
- Mémoires de Czartoryski
- Documents relatifs à ses négociations avec Pitt et les conversations avec Palmerston en 1832, Londres, 1888
- Zywot J. U. Niemcewicza (Vie de Julian Niemcewicz), Berlin, B. Behr, 1860

## Adam Czartoryski dans la littérature
Le prince Czartoryski est cité dans Guerre et paix de Léon Tolstoï, où il apparait lors d'une conférence qui se déroula à Olmütz le 18 novembre 1805, peu avant la bataille d'Austerlitz.